# جون سكوت (لاعب هوكي جليد)
جون سكوت هو لاعب هوكي جليد كندي، ولد في 1928.